# Barraca del camí del Corral del Fortuny XIV
La Barraca del camí del Corral del Fortuny XIV és una obra del Pla de Santa Maria (Alt Camp) inclosa a l'Inventari del Patrimoni Arquitectònic de Catalunya.

## Descripció
És una barraca circular, coberta amb pedruscall, de factura força barroera i irregular, i orientada a l'ESE. A la part posterior hi té recolzat un petit aixopluc, i una mica més enllà podrem veure un petit cossiol.
A l'interior de la barraca no s'hi aprecia cap element funcional. La seva planta interior és també circular amb un diàmetre de 2'150m. Està coberta amb una falsa cúpula que tanca amb una llosa, a una alçada màxima de 3m.